# 阿爾東河
阿爾東河是俄羅斯的河流，位於北奧塞梯-阿蘭共和國，屬於捷列克河的左支流，河道全長102公里，流域面積2,700平方公里。
阿爾東河發源自大高加索山脈的冰川。

## 外部連結
- Ардон в «Словаре современных географических названий»[永久] （俄文）